# Hipparchia perineti
Hipparchia perineti är en fjärilsart som beskrevs av Charles Oberthür 1918. Hipparchia perineti ingår i släktet Hipparchia och familjen praktfjärilar. Inga underarter finns listade i Catalogue of Life.